# Rade Tovladijac
Rade Tovladijac (cyrillique serbe : Раде Товладијац) est un auteur et dessinateur de bande dessinée, artiste visuel et architecte serbe, né le 1er août 1961 à Ulcinj (alors en Yougoslavie, aujourd’hui en Monténégro). 

## Biographie
Diplômé de la Faculté d’architecture de Belgrade avec le projet « Cité Céleste : une station spatiale permanente au point de Lagrange L5 ». En 1981, avec Zoran Tucić, Vujadin Radovanović et Saša Živković, il est le fondateur du groupe artistique « Bauhaus 7 » à Belgrade.
Il dessine notamment les séries « Ljudi za zvezde », « Smešna strana srpske stvarnosti », « Stripformer » et diverses illustrations de couverture pour Le Fantôme, Mandrake le Magicien, Batman, James Bond, Modesty Blaise, etc. 
L’un des fondateurs de l’Association des Artistes Bandes dessinées de Serbie (USUS) en 2010 et son président. Il vit à Belgrade.